# St. Agatha (Altenhundem)

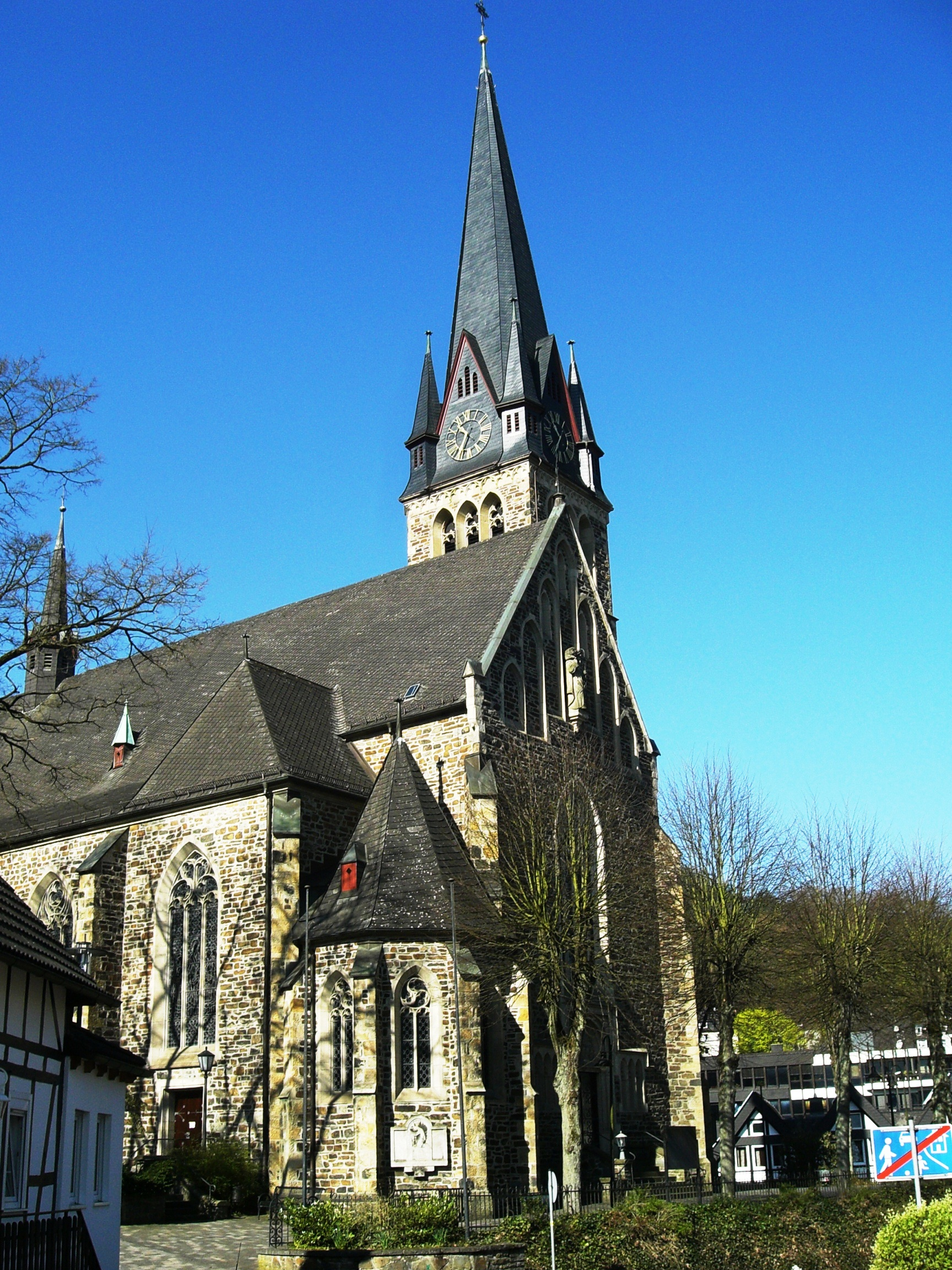
Pfarrkirche St. Agatha

Die katholische Pfarrkirche St. Agatha ist ein seit 1985 denkmalgeschütztes Kirchengebäude in der Pfarrgasse in Altenhundem, einem Ortsteil von Lennestadt im Kreis Olpe (Nordrhein-Westfalen). Sie gehört zum Pastoralen Raum Lennestadt im Dekanat Südsauerland des Erzbistums Paderborn. Kirchenpatronin ist die heilige Agatha von Catania, eine Märtyrerin aus dem 3. Jahrhundert.

## Geschichte und Architektur
Schon 1628 gab es in Altenhundem eine dem heiligen Antonius geweihte Kapelle. Das Kirchdorf Kirchhundem war jedoch die zuständige Pfarrei und die Heilige Messe musste in der Regel dort besucht werden. Nachdem auf Grund des Baus der Ruhr-Sieg-Bahn die Bevölkerungszahl erheblich anwuchs, wurde im Ort eine eigene Pfarrei errichtet, die dann auch ein neues Gotteshaus benötigte.
Von 1900 bis 1901 wurde daher unter der Leitung von Ludwig Becker und Wilhelm Sunder-Plaßmann eine neugotische Pseudobasilika als  Stufenhalle von drei Kirchenschiffen mit einjochigem Chor im Fünfachtelschluss errichtet. Das Gebäude ist nahe dem Ortskern etwas erhöht in den Hang eingeschnitten. Das Querschiff ist niedrig, der Turm mit Spitzhelm ist asymmetrisch an das rechte Seitenschiff hinten angefügt. Der Bruchsteinbau mit reicher Werksteingliederung und Fischblasenmaßwerk wird durch verschiedene Anbauten ergänzt. Zum tiefer gelegenen Ortszentrum führen eingefasste Steintreppen.
Die Kirche wurde 2010 umfangreich renoviert; sie wurde neu gestrichen, der Fußboden wurde ausgebessert, die Orgel wurde gereinigt und neu intoniert. Zusätzlich wurde im hinteren Bereich über die gesamte Breite des Mittelschiffs eine Werktagskapelle eingerichtet, die mit einer von Thierry Boissel künstlerisch gestalteten Glaswand (18,0 mal 3,2 Meter) vom restlichen Kirchenraum abgetrennt ist.

## Ausstattung
- Der Hochaltar von August Bücker stammt aus der Bauzeit der Kirche. Bei geschlossenem Altar sind oben die Figuren der Apostel Petrus und Paulus zu sehen, dazwischen eine Kreuzigungsszene. Darunter sind Heilige dargestellt. Bei aufgeklapptem Altar zeigen die Reliefs alt- und neutestamentliche Szenen.
- Die Nebenaltäre, Marienaltar und Josephsaltar, sowie die Kanzel sind Arbeiten von Peter Schneider und ebenfalls bauzeitlich.
- Ein Kruzifix ist im 15. Jahrhundert und die Figurengruppe der Beweinung Christi Anfang des 16. Jahrhunderts entstanden.

Eine bebilderte Dokumentation und Beschreibung der Kirchenfenster, des Grundrisses und der Innenansicht der Kirche befinden sich auf der Internetseite der Forschungsstelle Glasmalerei des 20. Jahrhunderts e.V.

### Orgel
Die Orgel wurde 1978 bis 1986 von dem Orgelbauer Siegfried Sauer (Höxter) erbaut. In dem Instrument ist Pfeifenmaterial aus der Vorgängerorgel wiederverwendet, die 1902 von dem Orgelbauer Franz Eggert (Paderborn) erbaut worden war. Das Schleifladen-Instrument hat 29 Register auf zwei Manualen und Pedal. In dem Rückpositiv-Gehäuse ist das Schwellwerk untergebracht. Die Spieltrakturen sind mechanisch, die Registertrakturen sind elektrisch.
| I Hauptwerk C–g3 |             |       |
| 1.               | Prinzipal   | 8′    |
| 2.               | Hohlflöte   | 8′    |
| 3.               | Quintade    | 8′    |
| 4.               | Oktave      | 4′    |
| 5.               | Gemshorn    | 4′    |
| 6.               | Nasat       | 2 ⁄3′ |
| 7.               | Waldflöte   | 2′    |
| 8.               | Mixtur V-VI | 2′    |
| 9.               | Fagott      | 16′   |
| 10.              | Trompete    | 8′    |

| II Schwellwerk C–g3 |             |        |
| 11.                 | Gedeckt     | 8′     |
| 12.                 | Gamba       | 8′     |
| 13.                 | Rohrflöte   | 4′     |
| 14.                 | Fugara      | 4′     |
| 15.                 | Prinzipal   | 2′     |
| 16.                 | Terzflöte   | 1 3⁄5′ |
| 17.                 | Sifflöte    | 1′     |
| 18.                 | Zymbel III  | 1⁄4′   |
| 19.                 | Krummhorn   | 8′     |
| 20.                 | Geigenregal | 4′     |
|                     | Tremulant   |        |

| Pedalwerk C–f1 |            |         |
| 21.            | Contrabaß  | 16′     |
| 22.            | Subbaß     | 16′     |
| 23.            | Quintbaß   | 10 2⁄3′ |
| 24.            | Oktavbaß   | 8′      |
| 25.            | Gedecktbaß | 8′      |
| 26.            | Choralbaß  | 4′      |
| 27.            | Cornett IV | 2′      |
| 28.            | Posaune    | 16′     |
| 29.            | Trompete   | 8′      |

- Koppeln: II/I, I/P, II/P
- Spielhilfen: Handregister, freie Kombinationen A und B, Tutti, Auslöser, freie Pedalkombination, Einzelabsteller

### Bildergalerie Innenbereich

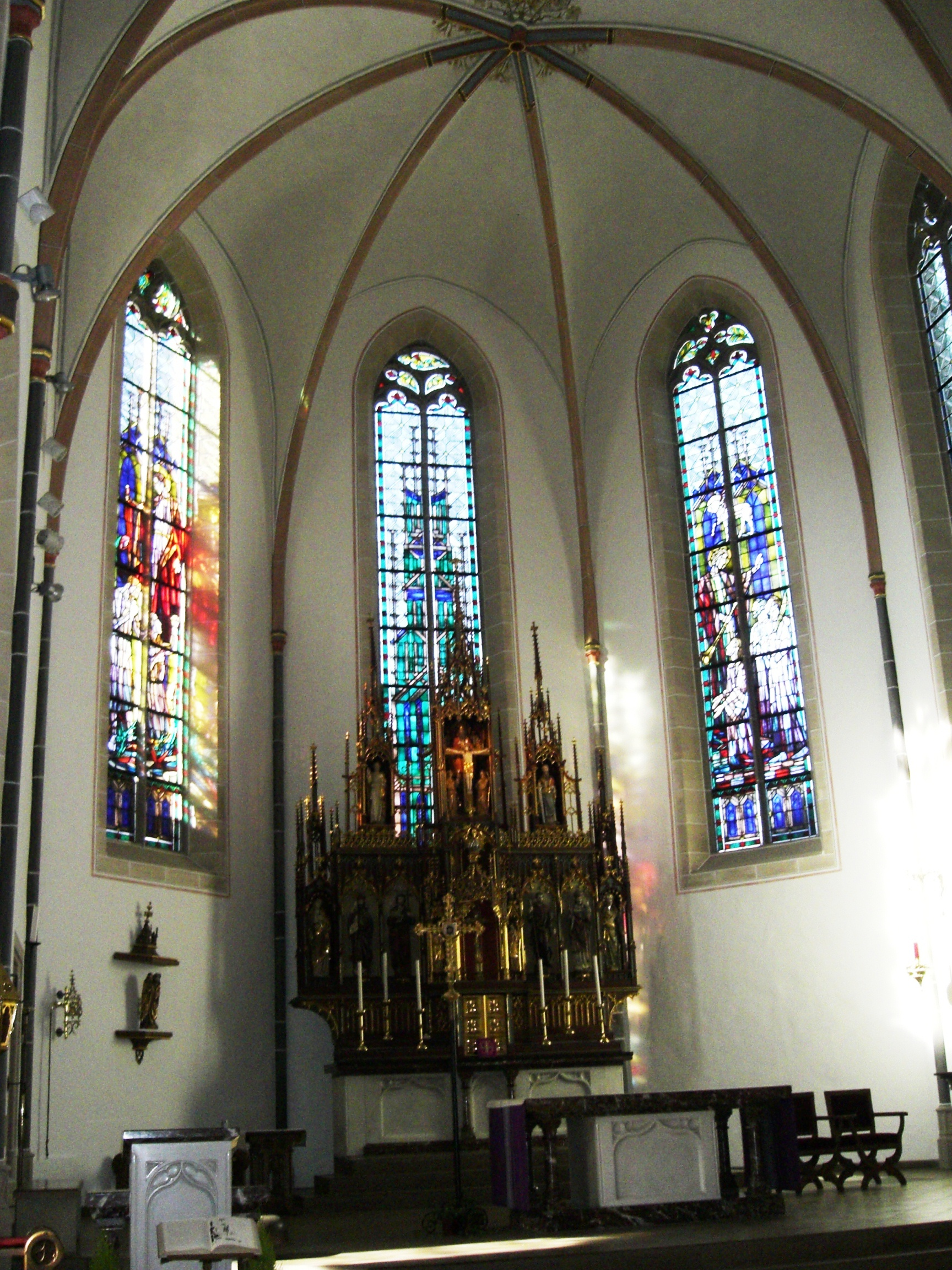
Aufklappbarer Hochaltar St. Agatha
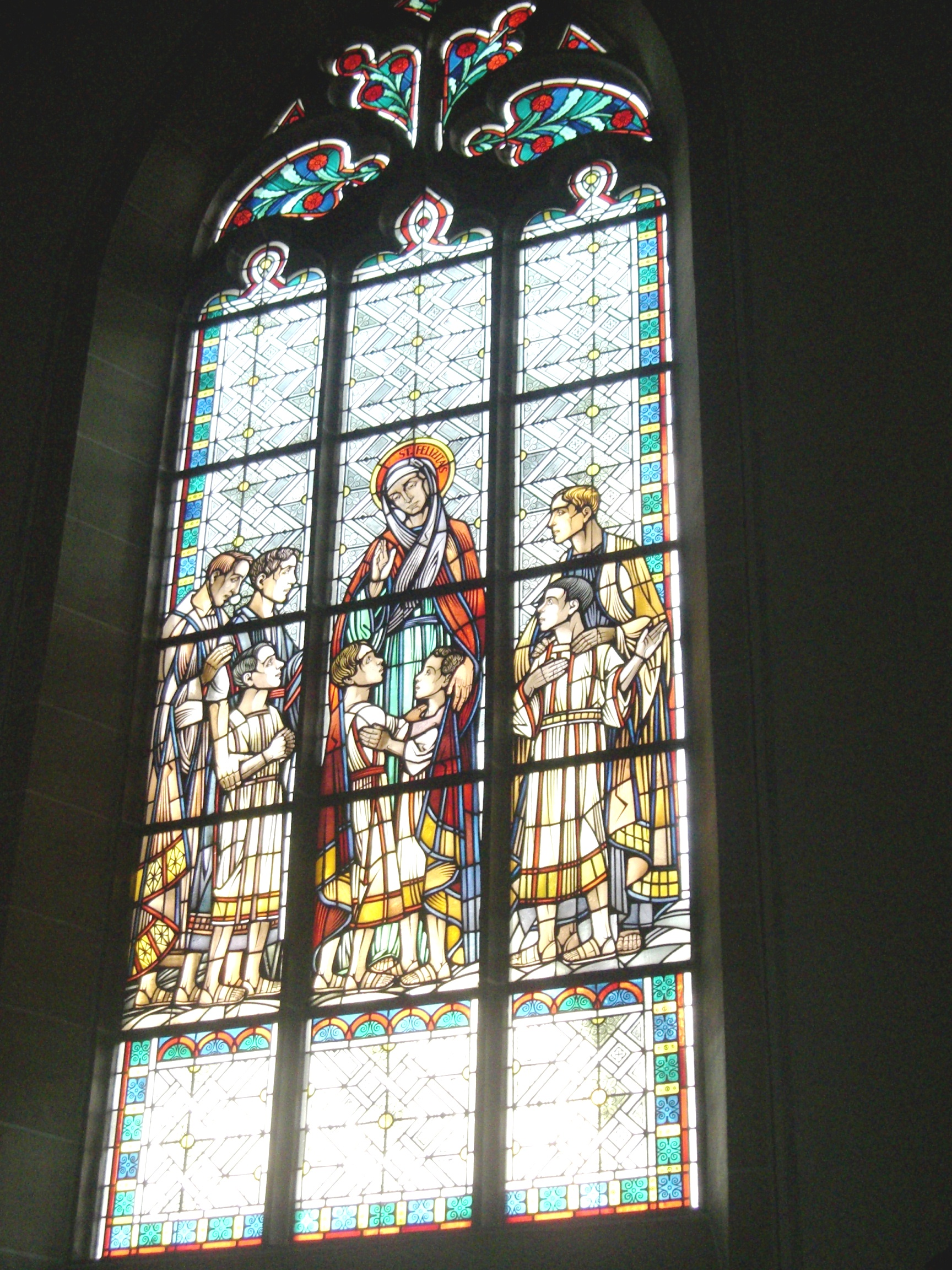
Bleiglasfenster mit Bildnis St. Felizitas
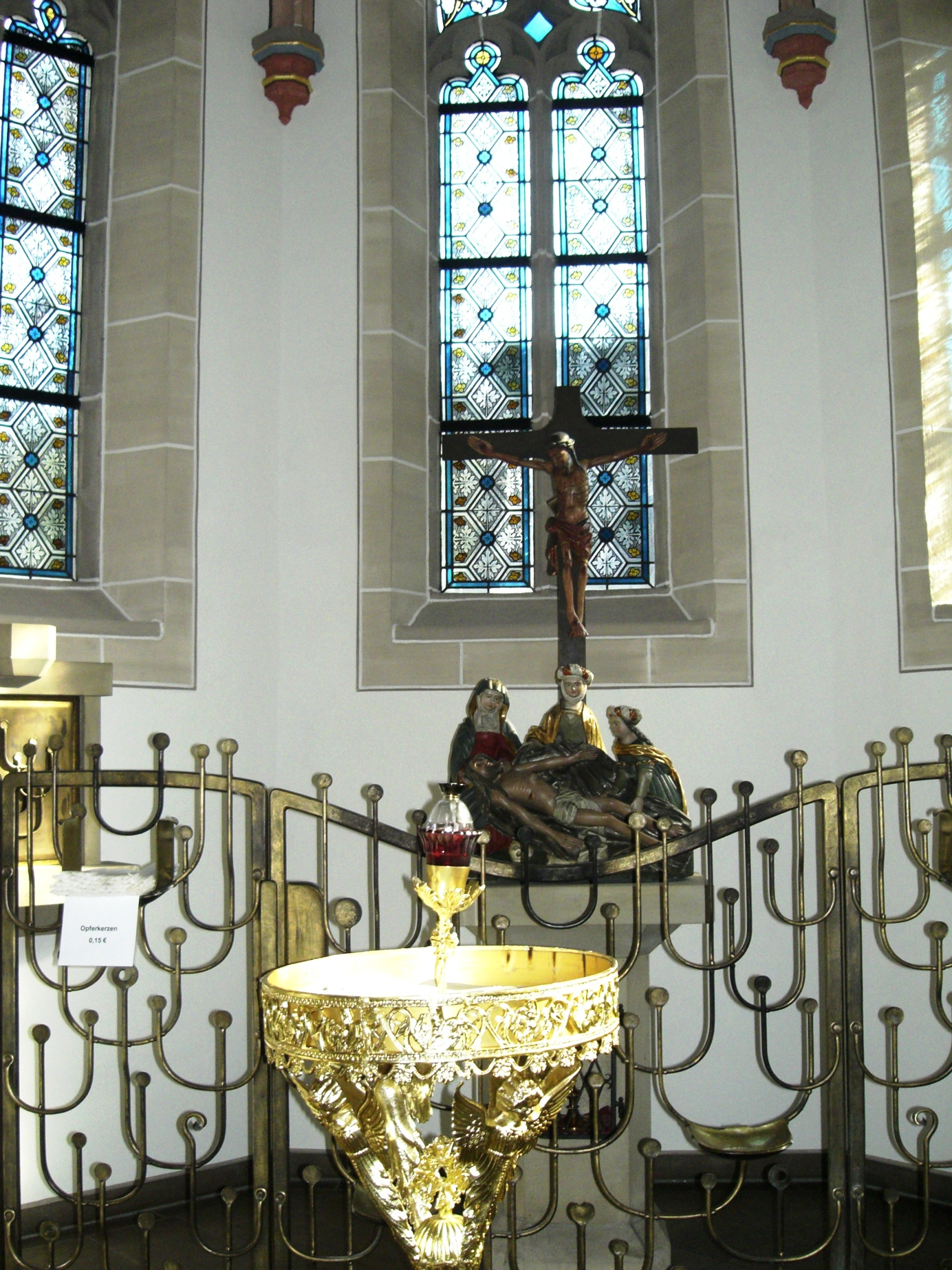
Kreuzkapelle mit Gruppe Beweinung Christi
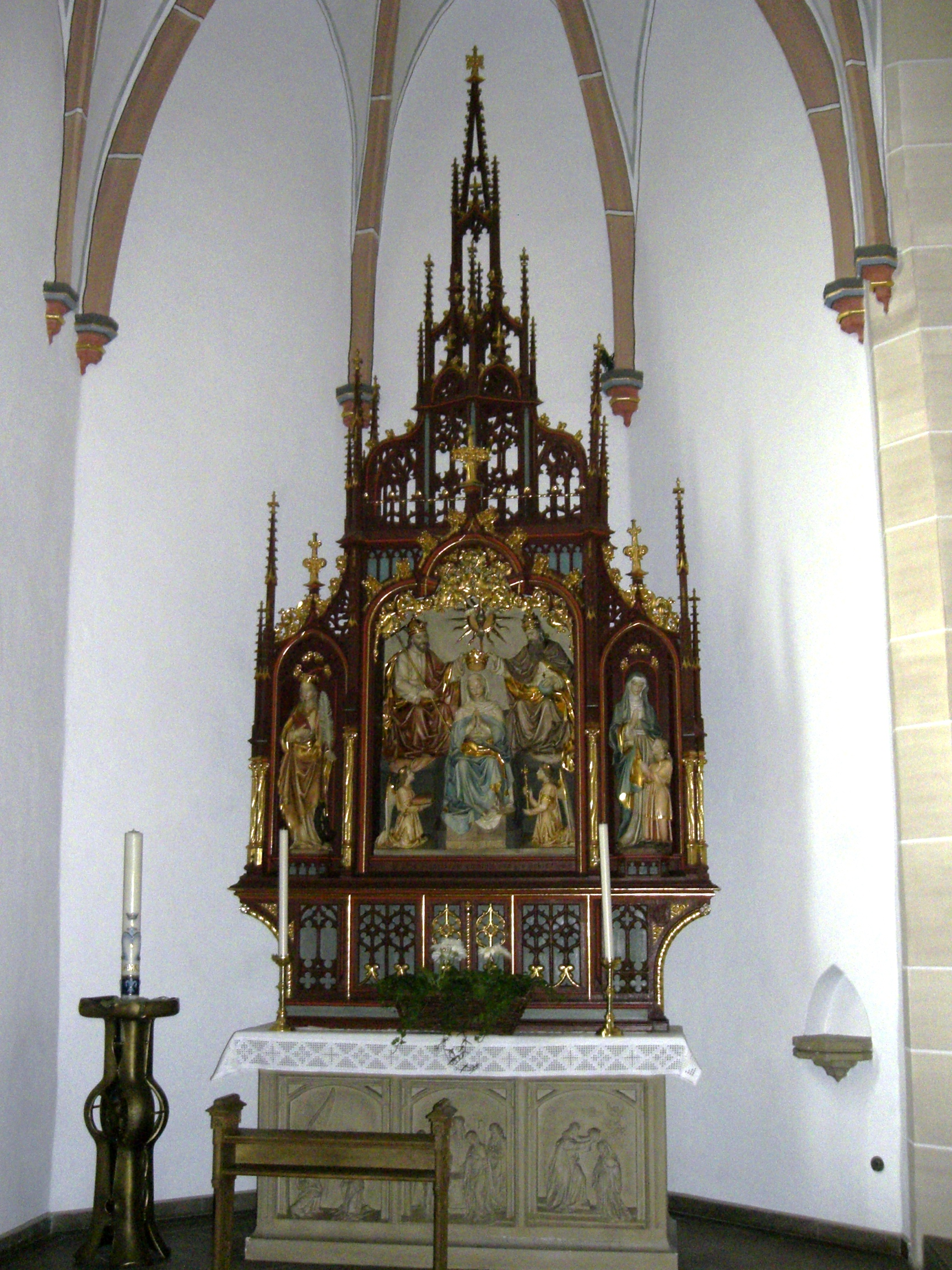
Marienaltar mit Wallfahrtskerze
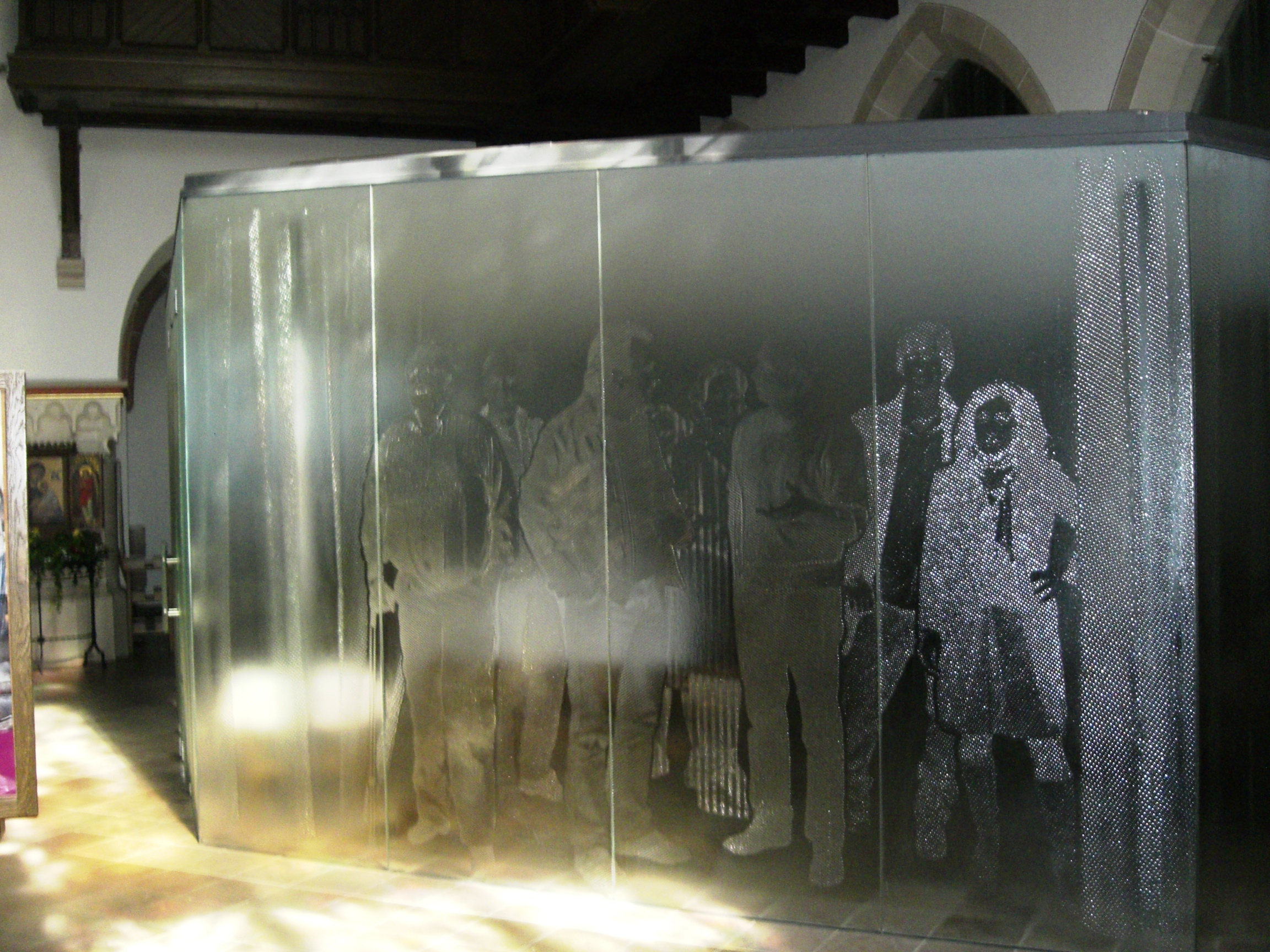
Glastrennwand vor der Werktagskapelle